# Associazione Calcio Femminile Alaska Gelati Lecce 1980
Questa voce raccoglie le informazioni riguardanti l'Associazione Calcio Femminile Alaska Gelati Lecce nelle competizioni ufficiali della stagione 1980.

## Organigramma societario

### Area tecnica
- Dirigenti accompagnatori: Cosima Frassanito e Antonio Montevero
- Dir. addetto all'arbitro: Ernesto Guarini
- Massaggiatore: Franco Tramacere

## Rosa
Rosa e numerazione con dati parziali.
| N. |                      | Ruolo | Calciatrice        |
| -- | -------------------- | ----- | ------------------ |
|    | Italia (bandiera)    | D     | Maria Barba        |
| 1  | Italia (bandiera)    | P     | Graziella Barba    |
| 5  | Italia (bandiera)    | C     | Anna Maria Bernabè |
| 10 | Scozia (bandiera)    | A     | Mary Carr          |
| 5  | Italia (bandiera)    | C     | Gerolama Greco     |
| 8  | Italia (bandiera)    | A     | Anna Maria Mega    |
|    | Italia (bandiera)    |       | Lucia Monosi       |
| 6  | Danimarca (bandiera) | C     | Lone Nilsson       |

| N. |                   | Ruolo | Calciatrice           |
| -- | ----------------- | ----- | --------------------- |
| 11 | Scozia (bandiera) | A     | Rose Reilly (c)       |
| 4  | Italia (bandiera) | D     | Pomilia Rucco         |
| 3  | Italia (bandiera) | D     | Carmela Summa         |
| 7  | Italia (bandiera) | C     | Rosa Toma             |
| 2  | Italia (bandiera) | D     | Marinella Vadacca     |
| 1  | Italia (bandiera) | P     | Maria Stella Virgilio |
| 9  | Italia (bandiera) | A     | Flavia Visentin       |